# 칼랄루
칼랄루(영어: callaloo, 프랑스어: calalou, 자메이카 크리올: kalalu, 앤틸리스 크리올: kalalou) 또는 칼루(프랑스어: calou, 기아나 크리올: kalou)는 카리브 지역의 채소 요리이다. 토란이나 아메리카토란, 비름 등의 채소로 만든다. 도미니카 연방과 트리니다드 토바고의 국민 음식 가운데 하나로 여겨진다.

## 채소
카리브와 그 주변 지역에서 여러 가지 채소가 "칼랄루"나 "다신(dasheen)"으로 불린다.
- 토란속(Colocasia): 토란(C. esculenta)
- 아메리카토란속(Xanthosoma): 아메리카토란(X. sagittifolium) 등
- 비름속(Amaranthus): 가시비름(A. spinosus), 비름(A. tricolor), 청비름(A. viridis) 등
- 자리공속(Phytolacca): 붉은자리공(P. octandra) 등
- 가지속(Solanum): 미국까마중(S. americanum) 등

그레나다와 도미니카 연방, 트리니다드 토바고에서는 "칼랄루"나 "다신(dasheen)"으로 불리는 토란이 쓰인다. 도미니카 연방에서는 공심채를 쓰기도 한다. 가이아나와 벨리즈, 세인트루시아, 자메이카에서는 비름속 식물들을 "칼랄루"라 부른다.

## 만들기

### 소앤틸리스
트리니다드 토바고를 비롯한 소앤틸리스 지역에서는 토란(또는 공심채)을 오크라, 게 등 어개류, 호박, 피망, 고추, 코코넛밀크 등과 끓여 만든다. 기름에 마늘과 양파를 볶다가, 잘게 썬 고추와 셀러리, 오크라와 호박, 썰어둔 토란잎과 토란대, 코코넛밀크, 게나 다른 해물을 넣고 푹 끓인다. 스코치보닛고추를 넣는 경우에는 끓일 때 통째로 넣었다가, 섞어 으깨기 전에 뺀다. 마지막에 버터, 소금, 후추를 넣고, 채소들이 으스러지도록 갈거나 으깬다.

### 자메이카
자메이카에서는 칼랄루가 국물 없이 만들어진다. 청비름(또는 다른 비름속 식물)을 당근, 피망, 토마토 등과 볶아 만든다. 살피시를 함께 볶기도 한다. 코코넛기름에 마늘과 양파, 파를 볶다가 당근, 스코치보닛고추, 토마토 등을 넣고 볶는다. 당근이 익으면 썰어 둔 비름, 피망, 조미료와 타임 등 허브, 소금, 후추 등을 넣고 섞은 다음 뚜껑을 덮어 찌듯 익힌다.

## 사진

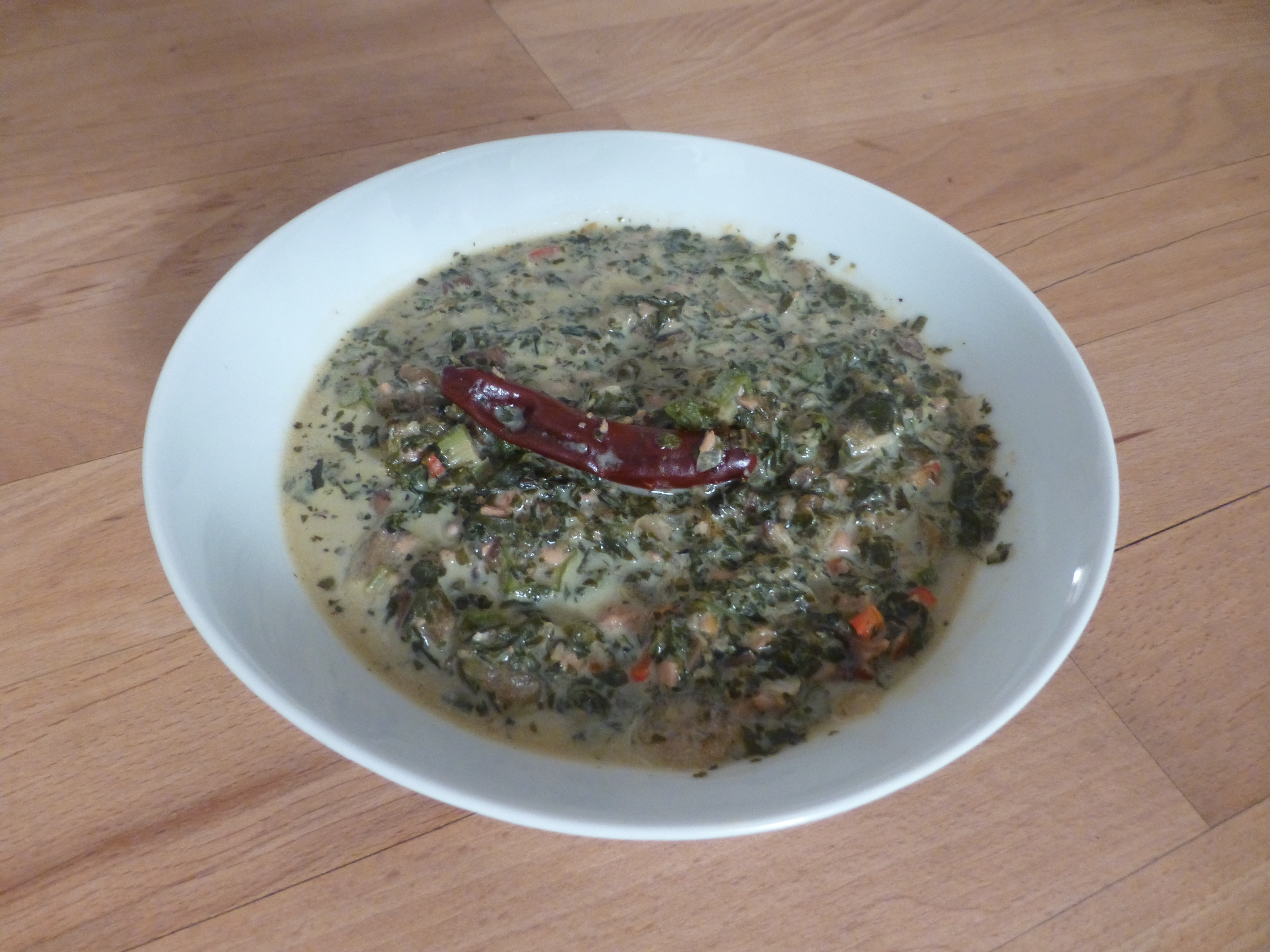
소앤틸리스식 칼랄루
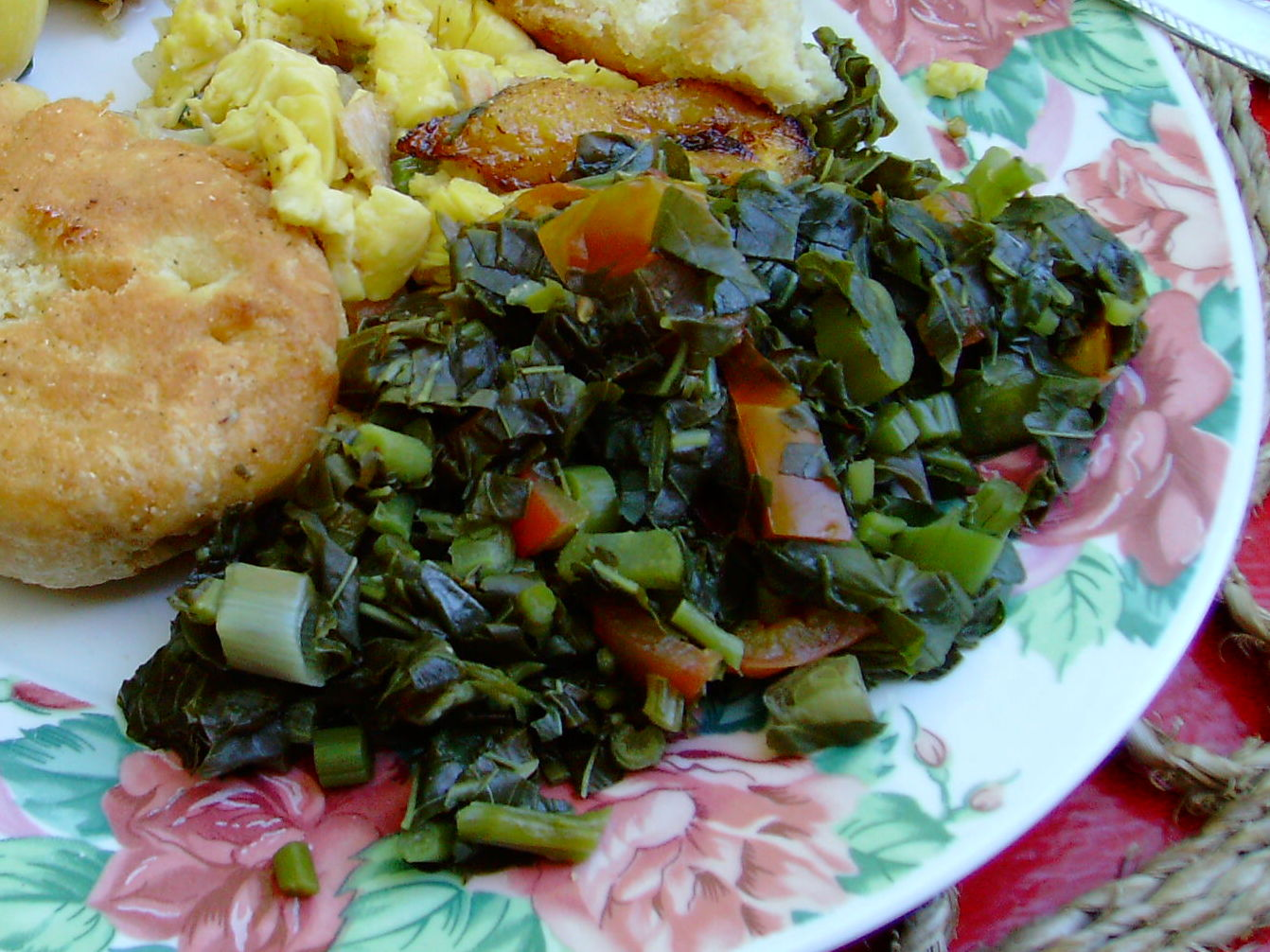
자메이카식 칼랄루

## 같이 보기
- 모로호
- 브레드
- 칼룰루
- 카루루
- 페퍼폿